# Diepenbach
Diepenbach ist ein Ort in der Gemeinde Lindlar, Oberbergischen Kreis im Regierungsbezirk Köln in Nordrhein-Westfalen (Deutschland). 

## Lage und Beschreibung
Der Wohnplatz Diepenbach liegt im Westen der Gemeinde Lindlar nördlich der Lindlarer Sülz. Nachbarorte sind Schlürscheid, Quabach, Hommerich, Hausgrund und Unterschümmerich II.

## Geschichte
Aus der Charte des Herzogthums Berg des Carl Friedrich von Wiebeking von 1789 geht hervor, dass der Ortsbereich zu dieser Zeit Teil der Honschaft Ommer im Kirchspiel Lindlar im bergischen Amt Steinbach war.
Nach dem Zusammenbruch der napoleonischen Administration und deren Ablösung gehörte der Ort zur Bürgermeisterei Lindlar im Kreis Wipperfürth.
In der Karte Topographische Aufnahme der Rheinlande von 1824 ist der Ort mit der Bezeichnung „Tiefenbach“ verzeichnet. Die Preußische Uraufnahme von 1844 benennt den Ort mit „in der Teipenbach“. Ab der topografischen Karte 1893 bis 1896 lautet die Ortsbezeichnung Diepenbach.
Der 1845 laut der Uebersicht des Regierungs-Bezirks Cöln als Diepenbach kategorisierte Ort besaß zu dieser Zeit ein Wohngebäude mit sieben Einwohnern. Die Gemeinde- und Gutbezirksstatistik der Rheinprovinz führt Diepenbach 1871 mit drei Wohnhäusern und 21 Einwohnern auf.
Im Gemeindelexikon für die Provinz Rheinland von 1888 werden für Diepenbach zwei Wohnhäuser mit 15 Einwohnern angegeben. 1895 besitzt der Ort zwei Wohnhäuser mit acht Einwohnern und gehörte konfessionell zum katholischen Kirchspiel Linde. 1905 werden zwei Wohnhäuser und neun Einwohner angegeben.